# Білозуб Василь Георгійович
Василь Георгійович (Григорович) Білозуб (Бєлозуб) (27 лютого 1903, село Покровське, тепер Дніпропетровської області — листопад 1976, місто Київ) — український радянський діяч, начальник Управління у справах поліграфічної промисловості, видавництв і книжкової торгівлі при Раді міністрів УРСР.

## Біографія
З вересня 1925 по 1927 рік служив у Червоній армії. Член ВКП(б) з 1927 року.
Освіта вища.
На 1945—1948 роки — директор сільськогосподарського видавництва (Держсільгоспвидаву) Народного комісаріату (з 1946 року Міністерства) землеробства Української РСР.
У липні 1949 — квітні 1951 року — заступник завідувача відділу пропаганди і агітації ЦК КП(б)У.
У червні 1951 — квітні 1953 року — начальник Управління у справах поліграфічної промисловості, видавництв і книжкової торгівлі при Раді міністрів Української РСР.
У квітні 1953 — 1959 року — заступник міністра культури Української РСР.
На 1959—1963 роки — начальник Головного управління видавництв і поліграфічної промисловості (та книжкової торгівлі) Міністерства культури Української РСР.
Подальша доля невідома.
Помер на початку листопада 1976 року в Києві.

## Звання
- майор

## Нагороди
- орден «Знак Пошани» (23.01.1948)
- медаль «За трудову доблесть» (10.09.1945)
- медалі
- Почесна грамота Президії Верховної Ради Української РСР (26.02.1963)